# آناستازیا ولوچکووا
آناستازیا ولوچکووا (انگلیسی: Anastasia Volochkova؛ زادهٔ ۲۰ ژانویهٔ ۱۹۷۶) رقصنده باله، بازیگر و شخصیت تلویزیونی روسی است که به خاطر اجراهای برجسته‌اش در باله بولشوی و سبک منحصربه‌فرد خود در دنیای باله کلاسیک شناخته می‌شود. او یکی از بحث‌برانگیزترین و شناخته‌شده‌ترین بالرین‌های معاصر روسیه است.
وی همچنین برندهٔ جوایزی همچون هنرمند شایسته فدراسیون روسیه شده است.

## اوایل زندگی و آموزش
آناستازیا ولوچکووا در لنینگراد (امروزه سن پترزبورگ) به دنیا آمد. او از سنین کودکی به رقص علاقه‌مند شد و در آکادمی باله واگانوا، یکی از معتبرترین مدارس باله جهان، آموزش دید. استعداد و سخت‌کوشی او باعث شد که خیلی زود مورد توجه قرار گیرد.

## دوران حرفه‌ای
ولوچکووا پس از فارغ‌التحصیلی به باله بولشوی پیوست و به عنوان بالرین اصلی (Prima Ballerina) در بسیاری از اجراهای کلاسیک مانند دریاچه قو و فندق‌شکن (باله) درخشید. با این حال، در اوایل دهه ۲۰۰۰، او به دلیل مسائل مربوط به قراردادش از بولشوی اخراج شد که این موضوع جنجال زیادی به پا کرد.
پس از ترک بولشوی، او به عنوان یک رقصنده مستقل در اروپا و آسیا به اجرا پرداخت و همچنین در برنامه‌های تلویزیونی و رویدادهای مختلف حضور یافت.

## موفقیت‌ها و افتخارات
- بالرین اصلی در باله بولشوی
- اجراهای بین‌المللی در اروپا و آمریکا
- دریافت جوایز مختلف در زمینه باله کلاسیک
- فعالیت در حوزه تلویزیون و مد

## سال‌های پایانی و میراث
ولوچکووا همچنان به فعالیت در رسانه‌ها و فرهنگ روسی ادامه می‌دهد. او علاوه بر اجراهای هنری، به فعالیت‌های خیریه و حمایت از جوانان علاقه‌مند به باله مشغول است. سبک اجرا و شخصیت جنجالی او باعث شده است که همچنان یکی از چهره‌های شاخص باله روسیه باقی بماند.